# Station Larvik
Station Larvik is een station in de plaats Larvik in de gelijknamige gemeente in  Noorwegen. Het station ligt aan Vestfoldbanen. Het stationsgebouw, uit 1881, is ontworpen door Balthazar Lange, een architect die met name stations heeft ontworpen in Vestfold en Østfold. Het gebouw wordt sinds 1997 als monument beschermd.